# Más allá del bien y del mal (álbum)
Más allá del bien y del mal es un disco de la banda roquera mexicana El Tri, siendo el álbum número 40 en su discografía. El disco salió a la venta el 22 de noviembre del 2005 debutando bajo el sello del propio Álex Lora Lora Records y distribuido por Fonovisa. Por primera vez la banda se había tardado tres años en lanzar un disco en estudio desde la producción anterior del 2002, No te olvides de la banda. El disco incluye 11 tema de los cuales varios son sobre la política, corrupción, la piratería, la migración, el rock and roll, entre otros. 
El primer sencillo del disco fue Todos somos piratas, que se trata sobre la devastadora piratería. No está muy claro si la canción es antipiratería, ya que Lora ha dicho públicamente que la piratería ha promocionado su música más que su disquera anterior (Warner Music México). A partir del 7 de noviembre de 2005, Fonovisa lanzó en las radios (aparte de Todos somos piratas) otros dos sencillos Che Guevara y Sueño americano como parte de la promoción radial. Arturo Labastida, el Papaíto (ex Three Souls In My Mind), participó en la canción Queremos rock con su distinguible saxofón.

## Concepto

### Canciones
El disco contiene 11 canciones varias de las cuales llevan mensajes políticos y socioeconómicos, así como también dos canciones biográficas: Che Guevara y Juan Pablo II. En la canción Políticos Ratas, Lora canta sobre los videoescándalos y la corrupción en la política. Esta canción fue compuesta por Lora mientras se presentaba en el programa de televisión del payaso Brozo (Victor Truillo). En Juan Pablo II, Lora le brinda su sincera gratitud al pontífice por su amor y fe al pueblo mexicano, según Lora. La mayoría de las canciones de este disco son sobre temas polémicos, e inclusive lo es la canción sobre el Papa, ya que muchos fanes de Lora que se dicen ser pro-Che Guevara rápidamente hicieron saber sus pensamientos (en los foros de eltri.com.mx) sobre su desacuerdo de Lora componiéndole una canción a una figura que históricamente ha estado en contra de la filosofía guevarista. Lora respondió a estos reclamos asegurando que él solamente canta canciones que sus fanes le piden. 
En la canción de El Peje Atajo, Lora canta sobre la congestión automovilística causada por los distribuidores del periférico en la Ciudad de México. En la canción Si México Ganara El Mundial, Lora canta sobre el caos y anarquismo que se haría si eso llegara a pasar. Sin embargo, se imagina un México feliz y contento. En la canción Felicidades, Lora le brinde otro homenaje a sus fanes que a lo largo de los 38 años han apoyado a El Tri. En Sueño Americano, Lora canta sobre la gente que cruza la frontera de México con Estados Unidos y cómo ellos arriesgan sus vidas (hasta sus hijos) para poder cruzarla. Lora hace un llamado en esta canción para que toda/os hagan algo para poder ayudar a la gente migrante para que menos mueran tratando de cruzar esta frontera.

### Portada
En la portada del disco aparece un Álex Lora en lo que parece estar "carcajeándose". La foto es un "zoom" de la cara de Lora que trae puesto unas gafas obscuras. El arte digital/efecto digital hace que la foto se vea como si estuviera rota y gastada/maltratada. El logo oficial de la banda es rojo (como en la mayoría de las portadas de sus discos) y está colocado arriba en la esquina derecha.

### Diferentes Ediciones
Lora Records y Fonovisa lanzaron dos ediciones diferentes para este disco. La primera es un paquete que incluye el álbum con las 11 canciones y un DVD con el vídeo de Todos Somos Piratas e imágenes de la grabación, una galería de fotos, un detrás de las cámaras y también escenas de varios homenajes a Álex Lora y El Tri. La segunda edición es el disco normal con las once canciones pero sin el DVD.

## Lista de canciones
1. Felicidades
2. Todos Somos Piratas
3. Políticos Ratas
4. Juan Pablo II
5. Queremos Rock
6. Che Guevara
7. De Tripas Corazón
8. El Peje Atajo
9. Sueño Americano
10. Dama De Los Callejones
11. Si México Ganara El Mundial